# Linköpings tingsrätt
Linköpings tingsrätt är en tingsrätt i Östergötlands län med kansli i Linköping.
Domkretsen omfattar kommunerna Boxholm, Kinda, Linköping, Mjölby, Motala, Vadstena, Ydre, Åtvidaberg och Ödeshög. Tingsrätten med dess domkrets ingår i domkretsen för Göta hovrätt.

## Verksamhet
Tingsrätten har cirka sextio medarbetare och räknas till de mellanstora tingsrätterna i landet.
Tingsrätten är belägen på Brigadgatan 3, på Garnisonen, i Linköping. I samma hus finns även förvaltningsrätten och hyres- och arrendenämnden. I området Garnisonen finns också Polisen, Åklagarmyndigheten, Kriminalvården och Statens kriminaltekniska laboratorium.

## Administrativ historik
Vid tingsrättsreformen 1971 bildades denna tingsrätt i Linköping av Linköpings rådhusrätt och häradsrätten för Linköpings domsagas tingslag. Domkretsen bildades av tingslaget och rådhusrättens domkrets. Tingsrätten använde i början främst rådhusrättens lokaler. Från 1974 användes ett nyuppfört hus på Apotekaregatan vid västra hörnet av Stora torget. Från omkring sekelskiftet används de nuvarande lokalerna i området Garnisonen. 
Domsagan utgjordes inledningsvis av Kinda kommun, Linköpings kommun, Ydre kommun och Åtvidabergs kommun.
28 februari 2002 upphörde Motala tingsrätt och Mjölby tingsrätt och deras domsagor och Linköpings tingsrätts domsaga utökades med Motala kommun, Vadstena kommun, Mjölby kommun, Boxholms kommun och Ödeshögs kommun. Motala var sedan, vid sidan av Linköping, en kansliort till 2009.

## Lagmän
- 1971–1989: Gösta Sandell
- 1990–1996: Bengt Eliasson
- 1997–2002: Anders Iacobæus
- 2003–2005: Anna Skarhed
- 2006–2009: Urban Sandén
- 2009–2015: Rolf Holmgren
- 2015–2019: Anita Wickström
- 2020–2023: Charlotta Riberdahl
- 2023-: Christoffer Démery